# Prvenstvo Krаljevini Srbа, Hrvаtа i Slovenаcа (1923)
Prvenstvo Krаljevini Srbа, Hrvаtа i Slovenаcа (1923) było 1. edycją najwyższej piłkarskiej klasy rozgrywkowej w Królestwie Serbów, Chorwatów i Słoweńców. W rozgrywkach brało udział 6 zespołów, grając systemem pucharowym. Pierwszym mistrzem Królestwa Serbów, Chorwatów i Słoweńców została drużyna Građanski Zagrzeb. Tytuł króla strzelców zdobył Dragan Jovanović, który w barwach klubu Jugoslavija Belgrad strzelił 4 gole.

## Uczestnicy
- JSD Bačka
- Građanski Zagrzeb
- Hajduk Split
- Ilirija Ljubljana
- Jugoslavija Belgrad
- SAŠK Sarajevo

## Ćwierćfinały
2 września 1923:
- Jugoslavija Belgrad – JSD Bačka 2–1
- SAŠK Sarajevo – Hajduk Split 4–3
- Ilirija Ljubljana – Građanski Zagrzeb 1–2

## Półfinały
23 września 1923:
- SAŠK Sarajevo – Jugoslavija Belgrad 4–3
- Zespół Građanski Zagrzeb otrzymał wolny los.

## Finał
30 września 1923:
- Građanski Zagrzeb – SAŠK Sarajevo 1–1

1 października 1923:
- Građanski Zagrzeb – SAŠK Sarajevo 4–2

Zespół Građanski Zagrzeb został mistrzem Królestwa Serbów, Chorwatów i Słoweńców.